# 2024-es labdarúgó-Európa-bajnokság (pótselejtezők)
A 2024-es labdarúgó-Európa-bajnokság pótselejtezője döntött arról az utolsó három csapatról, amelyek a 2024-es labdarúgó-Európa-bajnokságra kijutottak. A pótselejtezőben 12 csapat vett részt, amelyeket a 2022–2023-as UEFA Nemzetek Ligája összesített rangsorolása döntött el. A 12 csapat három ágra került, mindegyik ágra négy csapat. Egyenes kieséses rendszerben két elődöntőt és egy döntőt játszottak. Mindegyik ágról egy csapat jutott ki az Eb-re.

## Formátum
A 12 csapat a 2022–2023-as UEFA Nemzetek Ligája összesített rangsorolása alapján jutott kvótához. A csapatokat három ágra osztották, mindegyik ágon négy csapat szerepelt, mindegyik ágról egy csapat jutott ki az Eb-re.

### Csapatok
A 12 csapat a következő szabályok alapján kapott kvótát a pótselejtezőre, a C ligából indulva az A ligáig:
1. Az összes lehetséges csoportgyőztes
2. Ha egy csoportgyőztes már kijutott az Eb-re a selejtezőn, akkor helyette az ugyanabban a ligában az a legmagasabban rangsorolt csapat kapja a kvótát, amely nem jutott ki az Eb-re.
3. Ha egy ligából kevesebb mint négy csapat nem jutott ki az Eb-re, akkor a liga szabad kvótáit a Nemzetek Ligája összesített rangsora alapján osztják ki az alábbiak szerint:
  1. A D liga legjobb csoportgyőztese kap kvótát, kivéve ha kijutott az Eb-re a selejtezőn.
  2. A maradék kvótákat a Nemzetek Ligája összesített rangsorolása alapján osztják ki az alábbiak szerint:
    - Ha a ligából már egy csoportgyőztes kvótát kapott, akkor a Nemzetek Ligája összesített rangsorában soron következő, lejjebb lévő liga csapata kapja a kvótát.
    - Ha a ligában már nincs csoportgyőztes, akkor a Nemzetek Ligája összesített rangsorában soron következő csapat kapja a kvótát.

### Ágak
A 12 kvótát kapott csapatot három ágra osztották, mindegyik ágra négy csapat került.
Az ágak feltöltése az alábbi elvek szerint történt, a C ligával kezdve az A ligáig:
- Ha egy ligában pontosan négy csapatnak van kvótája, akkor ez a négy csapat alakít ki egy ágat.
- Ha egy ligában négynél több csapatnak van kvótája, akkor sorsolás dönt arról, hogy a liga saját ágán melyik csapat marad.
  - A többi csapatot magasabb liga ágára kell helyezni.
- Ha egy ligában négynél kevesebb csapatnak van kvótája, akkor sorsolás dönt arról, hogy a liga ágára mely csapatok kerülnek.

A csapatok különböző ágra történő sorsolását a következő általános feltételek szerint végzezték:
- Ha négynél több csapat kap kvótát a pótselejtezőre ugyanabból a ligából, a kérdéses ligából egy négy csapatból álló ágat kell kialakítani.
- A B és C liga csoportgyőztesei nem játszhatnak azonos ágon egy magasabb ligában lévő csapattal.
- Az UEFA Végrehajtó Bizottsága további feltételeket alkalmazhat, beleértve kiemelési elveket is.

### Párosítások és szabályok
Mindegyik ág egyenes kieséses rendszerű. Két elődöntőből, és egy döntőből állt. Az 1. helyen rangsorolt csapat fogadta a 4. helyen rangsorolt csapatot és a 2. helyen rangsorolt csapat fogadta a 3. helyen rangsorolt csapatot. A döntők helyszíneit az elődöntők párosításaiból sorsolták.
A továbbjutásról, illetve a döntőben a győztesről egy-egy mérkőzés döntött. Döntetlen esetén a rendes játékidő után 30 perc hosszabbítás következett, ha ezután is döntetlen volt az eredmény, akkor büntetőpárbaj következett.

## Résztvevők
A csapatok kiválasztásának eljárása döntötte el, hogy a szabályok alapján mely 12 csapat játszhatott pótselejtezőt. 
| Hely. | Csapat        |
| ----- | ------------- |
| 1. CS | Spanyolország |
| 2. CS | Horvátország  |
| 3. CS | Olaszország   |
| 4. CS | Hollandia     |
| 5.    | Dánia         |
| 6.    | Portugália    |
| 7.    | Belgium       |
| 8.    | Magyarország  |
| 9.    | Svájc         |
| 10.   | Németország   |
| 11.   | Lengyelország |
| 12.   | Franciaország |
| 13.   | Ausztria      |
| 14.   | Csehország    |
| 15.   | Anglia        |
| 16.   | Wales         |

| Hely.  | Csapat              |
| ------ | ------------------- |
| 17. CS | Izrael              |
| 18. CS | Bosznia-Hercegovina |
| 19. CS | Szerbia             |
| 20. CS | Skócia              |
| 21.    | Finnország          |
| 22.    | Ukrajna             |
| 23.    | Izland              |
| 24.    | Norvégia            |
| 25.    | Szlovénia           |
| 26.    | Írország            |
| 27.    | Albánia             |
| 28.    | Montenegró          |
| 29.    | Románia             |
| 30.    | Svédország          |
| 31.    | Örményország        |
| 32.    | Oroszország         |

| Hely.  | Csapat           |
| ------ | ---------------- |
| 33. CS | Grúzia           |
| 34. CS | Görögország      |
| 35. CS | Törökország      |
| 36. CS | Kazahsztán       |
| 37.    | Luxemburg        |
| 38.    | Azerbajdzsán     |
| 39.    | Koszovó          |
| 40.    | Bulgária         |
| 41.    | Feröer           |
| 42.    | Észak-Macedónia  |
| 43.    | Szlovákia        |
| 44.    | Észak-Írország   |
| 45.    | Ciprus           |
| 46.    | Fehéroroszország |
| 47.    | Litvánia         |
| 48.    | Gibraltár        |

| Hely. | Csapat        |
| ----- | ------------- |
| 49. D | Észtország    |
| 50.   | Lettország    |
| 51.   | Moldova       |
| 52.   | Málta         |
| 53.   | Andorra       |
| 54.   | San Marino    |
| 55.   | Liechtenstein |

Jegyzetek
- CS Az A, B, C liga csoportgyőztese
- D A D liga legjobb csoportgyőztese
- Kijutott az Európa-bajnokságra
- A pótselejtezőbe jutott
- Rendezőként kijutott az Európa-bajnokságra
- Kizárták

## Sorsolás
A pótselejtezők sorsolására 2023. november 23-án, közép-európai idő szerint 12:00 órakor került sor az UEFA székhelyén, a svájci Nyonban. A sorsolás döntött arról, hogy a nem csoportgyőztes csapatok közül melyik került a ligáiktól eltérő ágra. Három külön sorsolás döntött a két elődöntő győztese között arról, hogy az ágak döntőit hol játsszák.
A speciális sorsolás miatt a pontos procedúrát csak a csoportkör befejezése után véglegesítették. A sorsolás során nem volt semmilyen korlátozás.
A rájátszásba jutott 12 csapat a szabályok alapján három ágra került, a C ligától kezdve az A ligáig:
- A C ligából négy csapat vehet részt (három csoportgyőztes és egy nem csoportgyőztes), mindannyian a C ágra kerültek.
- A B ligából öt csapat vehet részt (két csoportgyőztes és három nem csoportgyőztes), a két csoportgyőztes a B ágra került, míg a két nem csoportgyőztes közül a sorsolás döntötte el, hogy melyik két csapat került szintén a B ágra.
- Az A ligából két csapat vehet részt, mindkettő az A ágra került. A B ligából a B ágra ki nem sorsolt nem csoportgyőztes csapat az A ágra került, a legjobb helyezést elért D ligás csoportgyőztessel együtt.

A következő három, nem csoportgyőztes a B ligából (a Nemzetek Ligája-rangsor szerint sorrendben) részt vett a sorsoláson, kettőt a B ágra sorsoltak, míg a maradék csapat az A ágra került:
1. Finnország
2. Ukrajna
3. Izland

A B ágra sorsolt két csapat a Nemzetek Ligája-rangsoruknak megfelelően a B3 és B4-es, míg az A ágra sorsolt csapat az A3-as pozíciót foglalja el.
A pótselejtező ágainak összetétele a következő:
| Hely. | Csapat        |
| ----- | ------------- |
| 1.    | Lengyelország |
| 2.    | Wales         |
| 3.    | Finnország    |
| 4.    | Észtország    |

| Hely. | Csapat              |
| ----- | ------------------- |
| 1.    | Izrael              |
| 2.    | Bosznia-Hercegovina |
| 3.    | Ukrajna             |
| 4.    | Izland              |

| Hely. | Csapat      |
| ----- | ----------- |
| 1.    | Grúzia      |
| 2.    | Görögország |
| 3.    | Kazahsztán  |
| 4.    | Luxemburg   |

## A ág

### Ágrajz
|  |                   |               |               |                   |       |       |       |       |
|  | Elődöntők         | Elődöntők     | Elődöntők     |                   |       | Döntő | Döntő | Döntő |
|  | Elődöntők         | Elődöntők     | Elődöntők     |                   |       | Döntő | Döntő | Döntő |
|  | 2024. március 21. |               |               |                   |       |       |       |       |
|  |                   |               |               |                   |       |       |       |       |
|  | Wales             | Wales         | 4             |                   |       |       |       |       |
|  | Wales             | Wales         | 4             | 2024. március 26. |       |       |       |       |
|  | Finnország        | Finnország    | 1             |                   |       |       |       |       |
|  | Finnország        | Finnország    | 1             |                   |       | Wales | Wales | 0 (4) |
|  | 2024. március 21. |               |               |                   |       | Wales | Wales | 0 (4) |
|  |                   |               | Lengyelország | Lengyelország     | 0 (5) |       |       |       |
|  | Lengyelország     | Lengyelország | Lengyelország | Lengyelország     | 0 (5) | 5     |       |       |
|  | Lengyelország     | Lengyelország |               |                   |       |       |       |       |
|  | Észtország        | Észtország    | 1             |                   |       |       |       |       |
|  | Észtország        | Észtország    | 1             |                   |       |       |       |       |
|  |                   |               |               |                   |       |       |       |       |

### Összegzés
| 1. csapat     | Eredmény     | 2. csapat     |
| ------------- | ------------ | ------------- |
| Elődöntők     |              |               |
| Lengyelország | 5–1          | Észtország    |
| Wales         | 4–1          | Finnország    |
| Döntő         |              |               |
| Wales         | 0–0 (t. 4–5) | Lengyelország |

### Elődöntők
| 2024. március 21. 20:45 |

| Lengyelország                                                                 | 5–1               | Észtország |
| ----------------------------------------------------------------------------- | ----------------- | ---------- |
| Frankowski 22' Zieliński 50' Piotrowski 70' Mets 74' (öngól) S. Szymański 76' | (1–0) Jegyzőkönyv | Vetkal 78' |

| Nemzeti Stadion, Varsó Játékvezető: Slavko Vinčić (szlovén) |

| 2024. március 21. 20:45 (19:45 UTC±0) |

| Wales                                           | 4–1               | Finnország |
| ----------------------------------------------- | ----------------- | ---------- |
| Brooks 3' Williams 38' Johnson 47' D. James 86' | (2–1) Jegyzőkönyv | Pukki 45'  |

| Cardiff City Stadion, Cardiff Játékvezető: Kovács István (román) |

### Döntő
| 2024. március 26. 20:45 (19:45 UTC±0) |

| Wales                                    | 0–0 (h. u.) | Lengyelország                                       |
| ---------------------------------------- | ----------- | --------------------------------------------------- |
|                                          | Jegyzőkönyv |                                                     |
| Büntetőpárbaj                            |             |                                                     |
| B. Davies Moore Wilson Williams D. James | 4–5         | Lewandowski S. Szymański Frankowski Zalewski Piątek |

| Cardiff City Stadion, Cardiff Játékvezető: Daniele Orsato (olasz) |

## B ág

### Ágrajz
|  |                     |                     |           |                   |   |         |         |       |
|  | Elődöntők           | Elődöntők           | Elődöntők |                   |   | Döntő   | Döntő   | Döntő |
|  | Elődöntők           | Elődöntők           | Elődöntők |                   |   | Döntő   | Döntő   | Döntő |
|  | 2024. március 21.   |                     |           |                   |   |         |         |       |
|  |                     |                     |           |                   |   |         |         |       |
|  | Bosznia-Hercegovina | Bosznia-Hercegovina | 1         |                   |   |         |         |       |
|  | Bosznia-Hercegovina | Bosznia-Hercegovina | 1         | 2024. március 26. |   |         |         |       |
|  | Ukrajna             | Ukrajna             | 2         |                   |   |         |         |       |
|  | Ukrajna             | Ukrajna             | 2         |                   |   | Ukrajna | Ukrajna | 2     |
|  | 2024. március 21.   |                     |           |                   |   | Ukrajna | Ukrajna | 2     |
|  |                     |                     | Izland    | Izland            | 1 |         |         |       |
|  | Izrael              | Izrael              | Izland    | Izland            | 1 | 1       |         |       |
|  | Izrael              | Izrael              |           |                   |   |         |         |       |
|  | Izland              | Izland              | 4         |                   |   |         |         |       |
|  | Izland              | Izland              | 4         |                   |   |         |         |       |
|  |                     |                     |           |                   |   |         |         |       |

### Összegzés
| 1. csapat           | Eredmény | 2. csapat |
| ------------------- | -------- | --------- |
| Elődöntők           |          |           |
| Izrael              | 1–4      | Izland    |
| Bosznia-Hercegovina | 1–2      | Ukrajna   |
| Döntő               |          |           |
| Ukrajna             | 2–1      | Izland    |

### Elődöntők
| 2024. március 21. 20:45 |

| Izrael                | 1–4               | Izland                                 |
| --------------------- | ----------------- | -------------------------------------- |
| Zahavi 31' (11-esből) | (1–2) Jegyzőkönyv | Guðmundsson 39' 83' 87' Traustason 42' |

| Szusza Ferenc Stadion, Budapest (Magyarország) Játékvezető: Anthony Taylor (angol) |

| 2024. március 21. 20:45 |

| Bosznia-Hercegovina    | 1–2               | Ukrajna                  |
| ---------------------- | ----------------- | ------------------------ |
| Matvijenko 56' (öngól) | (0–0) Jegyzőkönyv | Jaremcsuk 85' Dovbik 88' |

| Bilino Polje Stadion, Zenica Játékvezető: Felix Zwayer (német) |

### Döntő
| 2024. március 26. 20:45 |

| Ukrajna                 | 2–1               | Izland          |
| ----------------------- | ----------------- | --------------- |
| Cihankov 54' Mudrik 84' | (0–1) Jegyzőkönyv | Guðmundsson 30' |

| Városi Stadion, Wrocław (Lengyelország) Játékvezető: Clément Turpin (francia) |

## C ág

### Ágrajz
|  |                   |             |             |                   |       |        |        |       |
|  | Elődöntők         | Elődöntők   | Elődöntők   |                   |       | Döntő  | Döntő  | Döntő |
|  | Elődöntők         | Elődöntők   | Elődöntők   |                   |       | Döntő  | Döntő  | Döntő |
|  | 2024. március 21. |             |             |                   |       |        |        |       |
|  |                   |             |             |                   |       |        |        |       |
|  | Grúzia            | Grúzia      | 2           |                   |       |        |        |       |
|  | Grúzia            | Grúzia      | 2           | 2024. március 26. |       |        |        |       |
|  | Luxemburg         | Luxemburg   | 0           |                   |       |        |        |       |
|  | Luxemburg         | Luxemburg   | 0           |                   |       | Grúzia | Grúzia | 0 (4) |
|  | 2024. március 21. |             |             |                   |       | Grúzia | Grúzia | 0 (4) |
|  |                   |             | Görögország | Görögország       | 0 (2) |        |        |       |
|  | Görögország       | Görögország | Görögország | Görögország       | 0 (2) | 5      |        |       |
|  | Görögország       | Görögország |             |                   |       |        |        |       |
|  | Kazahsztán        | Kazahsztán  | 0           |                   |       |        |        |       |
|  | Kazahsztán        | Kazahsztán  | 0           |                   |       |        |        |       |
|  |                   |             |             |                   |       |        |        |       |

### Összegzés
| 1. csapat   | Eredmény     | 2. csapat   |
| ----------- | ------------ | ----------- |
| Elődöntők   |              |             |
| Grúzia      | 2–0          | Luxemburg   |
| Görögország | 5–0          | Kazahsztán  |
| Döntő       |              |             |
| Grúzia      | 0–0 (t. 4–2) | Görögország |

### Elődöntők
| 2024. március 21. 18:00 (21:00 UTC+4) |

| Grúzia             | 2–0               | Luxemburg |
| ------------------ | ----------------- | --------- |
| Zivzivadze 40' 63' | (1–0) Jegyzőkönyv |           |

| Borisz Paicsadze Stadion, Tbiliszi Játékvezető: José María Sánchez Martínez (spanyol) |

| 2024. március 21. 20:45 (21:45 UTC+2) |

| Görögország                                                                             | 5–0               | Kazahsztán |
| --------------------------------------------------------------------------------------- | ----------------- | ---------- |
| Bakaszétasz 9' (11-esből) Pelkasz 15' Ioannidisz 37' Kurmbélisz 40' Tapalov 85' (öngól) | (4–0) Jegyzőkönyv |            |

| Ajía Szofía Stadion, Athén Játékvezető: Danny Makkelie (holland) |

### Döntő
| 2024. március 26. |

| Grúzia                                                  | 0–0 (h. u.) | Görögország                                |
| ------------------------------------------------------- | ----------- | ------------------------------------------ |
|                                                         | Jegyzőkönyv |                                            |
| Büntetőpárbaj                                           |             |                                            |
| Kochorashvili Davitashvili Mikautadze Dvali Kvekveskiri | 4–2         | Bakasetas Masouras Bouchalakis Giakoumakis |

| Borisz Paicsadze Stadion, Tbiliszi Játékvezető: Szymon Marciniak (lengyel) |